# Олексенко Роман Іванович
Олéксенко Ромáн Іванович (нар. 27 квітня 1983 року) — український науковець, філософ, завідувач кафедри публічного управління, адміністрування та права Таврійського державного агротехнологічного університету імені Дмитра Моторного, доктор філософських наук, професор. Є автором більше 200 публікацій, з них: 3 одноосібні монографії та 7 колективних, 8 навчальних посібників.

## Життєпис
Народився майбутній філософ 27 квітня 1983 року у селі Нижня Будаківка Лохвицького (зараз Миргородського) району Полтавської області у родині робітників. У 2000 році закінчив Пісківську загальноосвітню школу І-ІІІ ступенів Заводської міської ради Лохвицького району Полтавської області (с. Піски) та вступив до Таврійської державної агротехнічної академії на економічний факультет. У 2005 році отримав диплом з відзнакою за спеціальністю «Економіка підприємств». 

## Професійна діяльність
У 2009 — 2018 роках працював у Мелітопольському державному педагогічному університеті ім. Богдана Хмельницького, з 2015 - на посаді завідуючого кафедри філософії.
З 2018 року – професор кафедри публічного управління, адміністрування та права Таврійського державного агротехнологічного університету.
З липня 2020 року обраний завідувачем кафедри публічного управління, адміністрування та права.

## Наукові ступені та вчені звання
У 2009 році отримав науковий ступінь кандидата економічних наук з наукової спеціальності: 08.00.04 - «Економіка та управління підприємствами».
У 2012 році присвоєно вчене звання доцента кафедри менеджменту і туристичної індустрії Мелітопольського державного педагогічного університету імені Богдана Хмельницького.
У 2015 році захистив дисертацію доктора філософських наук, наукова спеціальність: 09.00.03 - «Соціальна філософія та філософія історії».
У 2018 році присвоєно вчене звання професора кафедри філософії Мелітопольського державного педагогічного університету імені Богдана Хмельницького.

## Ідентифікатори науковця
Основні наукові праці відображені у профілях Google Scholar, Publons (Web of Science) та Scopus.

## Нагороди
У 2012 році нагороджений почесною грамотою Міністерства освіти і науки, молоді та спорту за плідну науково-педагогічну діяльність.